# Delturinae
Die Delturinae sind die jüngste der sechs Unterfamilien der Harnischwelse (Loricariidae). Die Unterfamilie ist erst 2006 durch Reis, Pereira & Armbruster beschrieben worden und umfasst lediglich zwei Gattungen, Delturus und Hemipsilichthys. Beide kommen ausschließlich im südöstlichen Brasilien in den Bundesstaaten Bahia, Minas Gerais, Espírito Santo und Rio de Janeiro vor. Das Verbreitungsgebiet umfasst die küstennahen Flüsse südlich des Stromgebietes des Rio São Francisco bis zum Rio Perequê Açu, der bei Paraty-Mirim ins Meer mündet.

## Merkmale
Die Arten der Delturinae werden 9,0 bis 23,5 cm lang und besitzen eine typische Harnischwelsgestalt mit einem langgestreckten, abgeflachten Körper und einem flachen, mit einem Saugmaul versehenen Kopf. Autapomorphien, die die Gattung diagnostizieren, sind kielartige Erhebungen auf allen Knochenplatten zwischen Rücken- und Fettflosse sowie die zweispitzigen, annähernd symmetrischen Zähne.

## Äußere Systematik
Die Delturinae sind, abgesehen von der am meisten basalen Gattung Lithogenes, die Schwestergruppe aller anderen Harnischwelse. Die systematische Stellung verdeutlicht folgendes Kladogramm:
|  | \| \| übrige Unterfamilien der Loricariidae \| \| \| \| \| \| Delturinae \| \| \| \| |
|  |                                                                                      |
|  | Lithogeninae                                                                         |
|  |                                                                                      |
|  | übrige Unterfamilien der Loricariidae                                                |
|  |                                                                                      |
|  | Delturinae                                                                           |
|  |                                                                                      |

|  | übrige Unterfamilien der Loricariidae |
|  |                                       |
|  | Delturinae                            |
|  |                                       |

## Gattungen und Arten
- Delturus Egenmann & Eigenmann, 1889 
  - Delturus angulicauda (Steindachner, 1877)
  - Delturus brevis Reis & Pereira, 2006
  - Delturus carinotus (La Monte, 1933)
  - Delturus parahybae Eigenmann & Eigenmann, 1889
- Hemipsilichthys Eigenmann & Eigenmann, 1889
  - Hemipsilichthys gobio (Lütken, 1874)
  - Hemipsilichthys nimius Pereira, Reis, Souza & Lazzarotto, 2003
  - Hemipsilichthys papillatus Pereira, Oliveira & Oyakawa, 2000